# ابن أبي الطيب
ابن أبي الطيب، علي بن عَبْد الله أبي الطيب ابن أحمد النيسابوري، مفسر وعالم مسلم في القرن الخامس للهجرة. مولده بنيسابور، ووفاته في إحدى قراها "سبزوار"، له عدة تصانيف في تفسير القرآن، منها «التفسير الكبير» في ثلاثين مجلداً، و«التفسير الأوسط» أحد عشر مجلداً، و«كتاب التفسير الصغير» ثلاثة مجلدات. وكان يملي ذلك من حفظه. وله شعر في «ديوان»، وفاته كان في 458 هـ.